# ازدواج (فیلم ۲۰۰۶)
ازدواج (انگلیسی: Marriage) فیلم رمانتیک هندی به کارگردانی سورج بارجاتیا است که در سال ۲۰۰۶ منتشر شد. از بازیگران آن می‌توان به شاهد کاپور، آمریتا رایو، انوپم کهیر، آمریتا پراکاش و آلوک نات اشاره کرد.